# Dar al Beida
Pour les articles homonymes, voir Dar El Beïda.
Le RMMS Dar al Beida est un bâtiment océanographique et hydrographique de la Marine royale marocaine. Construit de 2016 à 2018 par les chantiers navals Piriou à Concarneau, il est livré à la marine marocaine en octobre 2018.

## Historique
Le Dar al Beida est un bâtiment hydro-océanographique multimissions (BHO2M) commandé au chantier Piriou par la Marine marocaine en juin 2016 pour acquérir des capacités hauturières, que ce soit dans le domaine civil (pour la prospection et le contrôle de sa zone économique exclusive) ou militaire. Le BHO2M Dar al Beida – qui dérive des plans des bâtiments multi-missions de la classe d'Entrecasteaux de la Marine nationale – est construit aux chantiers Piriou du Moros à Concarneau avec l'expertise de Kership, la co-entreprise réunissant Piriou et Naval Group. Il s'agit de la troisième collaboration entre Piriou et la Marine royale marocaine après la construction d’une barge LCT Sidi Ifni de 50 m livrée en 2016, et la refonte de l'OPV-64 Rais Bargach,,. Les équipements scientifiques et la formation des techniciens est faite par le Service hydrographique et océanographique de la Marine (SHOM).
Il est livré à son commanditaire le 26 octobre 2018. Son nom Dar al Beida signifie « Maison blanche » et fait référence à la ville de Casablanca.

## Équipement
Le navire possède deux vedettes hydrographiques et une embarcation de servitude. Les équipements scientifiques embarqués sont :
- un sondeur multi ou mono faisceaux des petits ou grands fonds
- un sondeur de sédiment
- un sonar latéral remorqué
- un magnétomètre remorqué
- une sonde de profil de célérité
- une bathysonde
- un célérimètre et un thermosalinomètre de coque
- une station météo
- un courantomètre à effet Doppler
- une benne de prélèvements de sédiments et un carottier